# Moimacco
Moimacco (furlanisch Muimans) ist eine nordostitalienische Gemeinde (comune) mit 1602 Einwohnern (Stand 31. Dezember 2023) in der Region Friaul-Julisch Venetien. Die Gemeinde liegt etwa 10,5 Kilometer ostnordöstlich von Udine.

## Persönlichkeiten
- Diego Causero (* 1940), Erzbischof, apostolischer Nuntius in der Schweiz und in Liechtenstein
- Vittorio Caporale (* 1947), Fußballspieler

## Verkehr
Durch die Gemeinde führt die Strada Statale 54 del Friuli von Udine zur slowenischen Grenze. Der Bahnhof von Moimacco liegt an der Bahnstrecke Udine–Cividale.